# Rakuga Kids
Rakuga Kids (らくがきっず, Rakugakizzu), aussi appelé Rakugakids, est un jeu vidéo de combat sorti en 1998 sur Nintendo 64. Le jeu a été développé et édité par Konami.